# Tillandsia arenicola
Tillandsia arenicola är en gräsväxtart som beskrevs av Lyman Bradford Smith. Tillandsia arenicola ingår i släktet Tillandsia och familjen Bromeliaceae. Inga underarter finns listade i Catalogue of Life.